# دهریز
دِه‌ریز روستایی است از توابع شهرستان بروجرد در استان لرستان. این روستا در دهستان بردسره در بخش اشترینان این شهرستان قرار دارد.

## جمعیت
بنابر سرشماری مرکز آمار ایران، جمعیت دهریز در سال ۱۳۹۵ برابر با ۱۴۷۹ نفر بوده‌است که از این میان ۷۸۹ نفر مرد و بقیه زن بوده‌اند. این روستا ۴۳۶ خانوار دارد.